# Agustín Lavezzi
Agustín Matías Lavezzi (Villa Gobernador Gálvez, 15 gennaio 1996) è un calciatore argentino, attaccante del San Miguel.

## Biografia
È nipote dell'ex calciatore Ezequiel Lavezzi.

## Carriera
Ha iniziato a giocare a calcio nel Coronel Aguirre con cui ha disputato due stagione del Torneo Federal B dal 2016 al 2018, anno in cui è stato acquistato dal Deportivo Morón. Ha giocato il suo primo incontro professionistico il 4 novembre contro il Gimnasia (J) in Primera B Nacional.
Nell'estate del 2020 è passato allo Sp. Las Parejas scendendo di una categoria, nel Torneo Federal A. Nel gennaio del 2022 è passato al Racing (C) e sei mesi più avanti si è trasferito al Boca Unidos dove ha segnato 11 gol in 17 partite.
Nel gennaio del 2023 ha fatto ritorno nel campionato cadetto argentino firmando con il Brown (A). È andato a segno per la prima volta in Primera B Nacional il 15 aprile, quando con una doppietta ha portato la sua squadra al successo contro il Villa Dálmine. A fine anno ha cambiato nuovamente squadra passando al Tristán Suárez.

## Statistiche

### Presenze e reti nei club
Statistiche aggiornate al 18 agosto 2024.
| Stagione        | Squadra         | Campionato      | Campionato | Campionato | Coppe nazionali | Coppe nazionali | Coppe nazionali | Coppe continentali | Coppe continentali | Coppe continentali | Altre coppe | Altre coppe | Altre coppe | Totale | Totale | Totale |
| Stagione        | Squadra         | Comp            | Pres       | Reti       | Comp            | Pres            | Reti            | Comp               | Pres               | Reti               | Comp        | Pres        | Reti        | Pres   | Reti   |        |
| --------------- | --------------- | --------------- | ---------- | ---------- | --------------- | --------------- | --------------- | ------------------ | ------------------ | ------------------ | ----------- | ----------- | ----------- | ------ | ------ | ------ |
| 2018-2019       | Deportivo Morón | PN              | 8          | 0          | CA              | 0               | 0               |                    | -                  | -                  |             | -           | -           | 8      | 0      |        |
| 2019-2020       | Deportivo Morón | PN              | 8          | 0          | CA              | 0               | 0               |                    | -                  | -                  |             | -           | -           | 8      | 0      |        |
| 2019-2020       | Sp. Las Parejas | TFA             | 3          | 1          | CA              | 0               | 0               |                    | -                  | -                  |             | -           | -           | 3      | 1      |        |
| 2021            | Sp. Las Parejas | TFA             | 27         | 9          |                 | -               | -               |                    | -                  | -                  |             | -           | -           | 27     | 9      |        |
| 2022            | Racing (C)      | TFA             | 8          | 1          | CA              | 2               | 0               |                    | -                  | -                  |             | -           | -           | 10     | 1      |        |
| 2022            | Boca Unidos     | TFA             | 17         | 11         | CA              | 0               | 0               |                    | -                  | -                  |             | -           | -           | 17     | 11     |        |
| 2023            | Brown (A)       | PN              | 32         | 6          | CA              | 0               | 0               |                    | -                  | -                  |             | -           | -           | 32     | 6      |        |
| 2024            | Tristán Suárez  | PN              | 27         | 11         | CA              | 0               | 0               |                    | -                  | -                  |             | -           | -           | 27     | 11     |        |
| Totale carriera | Totale carriera | Totale carriera | 130+       | 39+        |                 | 2               | 0               |                    | -                  | -                  |             | -           | -           | 132+   | 39+    |        |

## Palmarès

### Individuale
- Capocannoniere della Primera B Nacional: 1

2024 (18 reti, a pari merito con Bruno Nasta)